# Jonn Serrie
Jonn Serrie – amerykański kompozytor tworzący tzw. muzykę kosmiczną, która łączy w sobie nastrojową muzykę elektroniczną i muzykę New Age (często muzyka kosmiczna jest uważana za synonim muzyki Ambient czy muzyki New Age).
Pracował nad różnymi projektami dla Lucasfilm, IMAX, NASA, marynarki Stanów Zjednoczonych, dla planetarium Hayden (Hayden Planetarium) w Nowym Jorku czy CNN.

## Twórczość
Serrie komponuje i gra muzykę w planetariach od wczesnych lat 80. Jego pierwszy album "And the Stars Go With You" był poświęcony astronautom którzy zginęli w katastrofie promu kosmicznego Challenger w 1986. Jego drugi album "Flightpath", zawierał sześć utworów, które upamiętniały pilotów, którzy brali udział w lotach eksperymentalnych samolotów i innych statków powietrznych w bazie Edwards Air Force Base. Loty te były pra -początkiem ery lotów kosmicznych w Stanach Zjednoczonych.
Trzeci album, "Tingri", był inspirowany odległym tybetańskim miastem Tingri, leżącym w południowym Tybecie. Album wypełniała muzyka bardziej duchowa i zarazem romantyczna, odstająca od muzyki kosmicznej. W 1992 i 1994 Serrie wydał dwa albumy w których umieścił muzykę z lat 80, którą grał w planetariach. Były to albumy "Planetary Chronicles, volume 1" and "Planetary Chronicles, volume 2". W międzyczasie, w 1993 i 1995 skomponował własne fantastyczno-naukowe muzyczne opowiadanie przedstawione w "Midsummer Century" and "Ixlandia". W 1993 umieścił swoją piosenkę z planetarnej kolekcji ""Soft Landing"", wydanej w albumie z różnymi wykonawcami muzyki ambient, w dużej części finansowanym przez Steve'a Roacha.
W 1997 wydał swój pierwszy świąteczny album "Upon a Midnight Clear", który zawierał mniej znane piosenki świąteczne z całego świata, które przedstawił w unikalnej aranżacji. Cieszący się dużą popularnością świąteczny album, skłonił Jonna do wydania kolejna dwóch "Yuletides" w 2001 i "Merrily on High" w 2004. W 1998 Serrie współpracował z Davidem Carradine'em nad swoją serią wideo Tai Chi później wydając ścieżkę dźwiękową z owej serii na CD "Dream Journeys". Również w 1998 odbył podróż do "szamańskiej" Ameryki, której rezultatem był kolejny album "Spirit Keepers". W jego kształcie muzycznym pomagali mu liczni rdzenni Amerykanie, należący do starszyzny.
W 1999 był gościem honorowym na Cape Canaveral, w związku z 30 rocznicą lądowania na księżycu statku kosmicznego Apollo 11. Z tej okazji zagrał on specjalne skomponowany utwór "Out of the Blue". W 2000 wydał składankę "Century Seasons" (najlepsze utwory). W tym samym roku współpracował z flecistą Gary Stroutsos nad albumem "Hidden World". Od 2000 Serrie wydał kilka swoich albumów w niezależnych wytwórniach. W 2002 album "Lumia Nights" – kosmiczny romans, przypominający stylem jego wcześniejsze wydania "Ixlandia" i "Midsummer Century". W 2003 podpisał umowę z New World Music. W 2003 wydał "The Stargazer's Journey", który był jego powrotem do tradycyjnej muzyki kosmicznej. W 2005 wydał kolejny album "With Epiphany: Meditations on Sacred Hymns", w którym połączył muzykę kosmiczną z tradycyjnymi psalmami i hymnami kościelnymi, zadedykowanymi swojej babci, która w dzieciństwie będąc organistą kościelnym uczyła go gry na pianinie. W 2009 Serrie wydał kolejny album "Thousand Star".
W 2001 Jonn Serrie ufundował roczne stypendium w wysokości 1000$ – "Galaxy Music Scholarship" dla maturzystów, którzy chcieliby rozpocząć karierę w komponowaniu muzyki kosmicznej i New age.

## Dyskografia
- 1987 – And the Stars Go with You
- 1989 – Flightpath
- 1990 – Tingri
- 1992 – Planetary Chronicles, Volume 1
- 1993 – Midsummer Century
- 1994 – Planetary Chronicles, Volume 2
- 1995 – Ixlandia
- 1997 – Upon a Midnight Clear
- 1998 – Spirit Keepers
- 1998 – Dream Journeys
- 2000 – Century Seasons: The Space Music of Jonn Serrie
- 2000 – Hidden World (with Gary Stroutsos)
- 2001 – Yuletides
- 2002 – Lumia Nights
- 2003 – The Stargazer's Journey
- 2004 – Merrily on High
- 2005 – Epiphany: Meditations on Sacred Hymns
- 2006 – Sunday Morning
- 2009 – Hidden World Beyond (with Gary Stroutsos)
- 2009 – Thousand Star

### Inne projekty
- 1994 – Tai Chi Meditation, Vol. 1: Life Force Breathing (by Dr. Jerry Alan Johnson)
- 1994 – Tai Chi Meditation, Vol. 2: Eight Direction Perception (by Dr. Jerry Alan Johnson)